# Asier Etxeandia
Asier Gómez Etxeandia (Bilbao, 27 giugno 1975) è un attore spagnolo di origine basca.

## Biografia
Nato a Bilbao, si trasferisce a Madrid all'età di 20 anni. Tra le sue apparizioni televisive più importanti troviamo il ruolo di Beni in Paso adelante. Proprio sul set di questo telefilm incontra Natalia Millán, che diventerà sua grande amica e con la quale dividerà il palco durante il tour del musical Cabaret. Nel 2003 ha pubblicato il suo primo disco Plastic link. Ha inoltre inciso le colonne sonore di numerosi film, fra cui Le 13 rose, pellicola alla quale hanno partecipato anche attori italiani come Adriano Giannini e Gabriella Pession.
Ha anche ottenuto una parte nel film di Pedro Almodóvar, Gli abbracci spezzati; il suo cameo però non compare nella versione finale del film ma solo nei contenuti speciali del DVD del film. Tuttavia, nel 2019 è tra i protagonisti di Dolor y gloria, sempre diretto dal regista spagnolo. Nel 2012 recita nel film Il cavaliere del Santo Graal. Nell'autunno del 2018 viene rilasciato l'album "Mastodonte": nuovo progetto musicale a cui Asier lavora assieme ad Enrico Barbaro; il duo artistico dà vita ad un disco in cui si mescolano differenti generi musicali: dalla techno al pop. Nel 2021 recita nella serie di Netflix Sky Rojo, nei panni di Romeo.

## Filmografia

### Cinema
- La mirada violeta, regia di Nacho Pérez de la Paz e Jesús Ruiz (2004)
- El próximo oriente, regia di Fernando Colomo (2006)
- Café solo o con ellas, regia di Álvaro Díaz Lorenzo (2007)
- Le 13 rose (Las 13 rosas), regia di Emilio Martínez Lázaro (2007)
- Grosse bugie (Mentiras y gordas), regia di Alfonso Albacete e David Menkes (2009)
- Siete minutos, regia di Daniela Féjerman (2009)
- King Conqueror, regia di José Antonio Escrivá e Félix Miguel (2009)
- Gli abbracci spezzati (Los abrazos rotos), regia di Pedro Almodóvar (2009) - cameo
- Il cavaliere del Santo Graal (El Capitán Trueno y el Santo Grial), regia di Antonio Hernández (2012)
- Los días no vividos, regia di Alfonso Cortés-Cavanillas (2012)
- Musarañas, regia di Juanfer Andrés e Esteban Roel (2014)
- Ma ma - Tutto andrà bene (Ma ma), regia di Julio Medem (2015)
- La novia, regia di Paula Ortiz (2016)
- La puerta abierta, regia di Marina Seresesky (2016)
- Dolor y gloria, regia di Pedro Almodóvar (2019)
- Sordo, regia di Alfonso Cortés-Cavanillas (2019)
- Nadie muere en Ambrosía, regia di Héctor Valdez (2020)

### Televisione
- Platos sucios – serie TV, 1 episodio (2000)
- Paso adelante (Un paso adelante) – serie TV, 13 episodi (2002)
- Cuéntame – serie TV, 5 episodi (2004)
- El comisario – serie TV, 1 episodio (2005)
- Los Serrano – serie TV, 1 episodio (2005)
- Motivos personales – serie TV, 6 episodi (2005)
- Cartas de Sorolla, regia di José Antonio Escrivá – film TV (2006)
- Cuenta atrás – serie TV, 1 episodio (2008)
- Cuestión de sexo – serie TV, 3 episodi (2008)
- Herederos – serie TV, 22 episodi (2008-2009)
- Los hombres de Paco – serie TV, 9 episodi (2009-2010)
- Vuelo IL8714 – miniserie TV, 2 episodi (2010)
- El ángel de Budapest, regia di Luis Oliveros – film TV (2011)
- La fuga – serie TV, 12 episodi (2012)
- Tormenta – miniserie TV, 2 episodi (2013)
- Amare per sempre (Amar en tiempos revueltos) – serial TV, 10 episodi (2013)
- Velvet – serie TV, 36 episodi (2014-2015)
- O final do camiño – serie TV, 7 episodi (2017)
- Velvet Colección – serie TV, 21 episodi (2017-2019)
- La línea invisible – serie TV, 5 episodi (2020)
- Sky Rojo – serie TV, 24 episodi (2021-2023)
- Érase una vez... pero ya no – serie TV, 6 episodi (2022)
- Suspicious Minds (Ladrones: La tiara de santa Águeda) – serie TV, 6 episodi (2025)

## Riconoscimenti
- Premio Goya
  - 2020 – Candidatura al miglior attore non protagonista per Dolor y gloria

## Doppiatori italiani
- Alessandro Budroni in Velvet, Velvet Colección
- Simone D'Andrea in Dolor y gloria, Sky Rojo, Suspicious Minds
- Roberto Gammino in Paso adelante
- Francesco Pezzulli in Il cavaliere del Santo Graal
- Marco Bassetti in Mama - Tutto andrà bene